# K-monotone Funktion
Eine K-monotone Funktion ist eine Verallgemeinerung einer reellen monotonen Funktion auf Funktionen, die vom {\displaystyle \mathbb {R} ^{n}} nach {\displaystyle \mathbb {R} } abbilden. Dabei wird die Ordnung auf den reellen Zahlen mittels eines echten Kegels zu einer Halbordnung auf {\displaystyle \mathbb {R} ^{n}} verallgemeinert. K-monotone Funktionen lassen sich als Spezialfall einer monotonen Abbildung auffassen.

## Definition
Gegeben sei eine Funktion {\displaystyle f\colon D\to \mathbb {R} } mit {\displaystyle D\subset \mathbb {R} ^{n}} und ein echter Kegel {\displaystyle K} im {\displaystyle \mathbb {R} ^{n}} sowie die von ihm definierte verallgemeinerte Ungleichung {\displaystyle \preccurlyeq _{K}} und die strikte verallgemeinerte Ungleichung {\displaystyle \prec _{K}}. Dann heißt die Funktion
- K-monoton wachsend oder K-monoton steigend, wenn für alle {\displaystyle x,y\in D} mit  {\displaystyle x\preccurlyeq _{K}y} gilt, dass {\displaystyle f(x)\leq f(y)} ist.
- K-monoton fallend, wenn für alle {\displaystyle x,y\in D} mit  {\displaystyle x\preccurlyeq _{K}y} gilt, dass {\displaystyle f(x)\geq f(y)} ist.
- strikt K-monoton wachsend oder strikt K-monoton steigend, wenn für alle {\displaystyle x,y\in D,\,x\neq y} mit  {\displaystyle x\preccurlyeq _{K}y} gilt, dass {\displaystyle f(x)<f(y)} ist.
- strikt K-monoton fallend, wenn für alle {\displaystyle x,y\in D,\,x\neq y} mit  {\displaystyle x\preccurlyeq _{K}y} gilt, dass {\displaystyle f(x)>f(y)} ist.
- strikt K-monoton, wenn sie entweder strikt K-monoton wachsend (strikt K-monoton steigend) oder strikt K-monoton fallend ist.
- K-monoton, wenn sie entweder K-monoton wachsend (K-monoton steigend) oder K-monoton fallend ist.

## Beispiele
- Jede monoton wachsende Funktion ist K-monoton wachsend bezüglich des Kegels {\displaystyle K=\mathbb {R} _{+}=[0,\infty )}.
- Jede monoton fallende Funktion ist K-monoton wachsend bezüglich des Kegels {\displaystyle K=\mathbb {R} _{-}=(-\infty ,0]}. Die Angabe des Kegels ist also essentiell, um Verwechslungen vorzubeugen.
- Sind die Funktionen {\displaystyle f_{i}(x_{i})} monoton wachsend, so ist die Funktion

{\displaystyle f(x)=f_{1}(x_{1})+\dots +f_{n}(x_{n})}
K-monoton wachsend bezüglich des positiven Orthanten {\displaystyle \mathbb {R} ^{n}}. Dies folgt direkt aus der Monotonie der {\displaystyle f_{i}}.

## Eigenschaften
Sei {\displaystyle h:\mathbb {R} ^{n}\supset D\to R} differenzierbar und {\displaystyle D} eine konvexe Menge sowie {\displaystyle K^{D}} der duale Kegel des Kegels {\displaystyle K}. Dann gilt:
- {\displaystyle h} ist K-monoton wachsend auf {\displaystyle D} genau dann, wenn {\displaystyle \nabla h(x)\succcurlyeq _{K^{D}}0} für alle {\displaystyle x\in D}.
- {\displaystyle h} ist K-monoton fallend auf {\displaystyle D} genau dann, wenn {\displaystyle \nabla h(x)\preccurlyeq _{K^{D}}0} für alle {\displaystyle x\in D}.
- Wenn {\displaystyle \nabla h(x)\succ _{K^{D}}0} für alle {\displaystyle x\in D} gilt, dann ist {\displaystyle h} strikt K-monoton wachsend auf {\displaystyle D}.
- Wenn {\displaystyle \nabla h(x)\prec _{K^{D}}0} für alle {\displaystyle x\in D} gilt, dann ist {\displaystyle h} strikt K-monoton fallend auf {\displaystyle D}.

## Matrix-monotone Funktionen
Wählt man als Vektorraum anstelle des {\displaystyle \mathbb {R} ^{n}} den {\displaystyle S^{n}} (der Vektorraum aller reellen symmetrischen Matrizen), so nennt man die entsprechenden Funktionen {\displaystyle h\colon S^{n}\to \mathbb {R} } Matrix-monotone Funktionen. Als Kegel wählt man hier den Kegel der semidefiniten Matrizen {\displaystyle S_{+}^{n}}, was äquivalent zur Verwendung der Loewner-Halbordnung ist. Die Benennung folgt dem obigen Schema. So ist die Determinante {\displaystyle \det \colon S^{n}\to \mathbb {R} } strikt Matrix-monoton wachsend auf dem Kegel {\displaystyle S_{++}^{n}} der positiv definiten Matrizen.

## Verwendung
K-monotone Funktionen finden Verwendung in der Theorie der konvexen Funktionen. So ist zum Beispiel die Verkettung einer K-monoton wachsenden konvexen Funktion und einer K-konvexen Funktion wieder konvex.